# Schwebsange
Schwebsange (en luxembourgeois : Schwéidsbeng  et en allemand : Schwebsingen) est une section de la commune luxembourgeoise de Schengen située dans le canton de Remich.
Bien que Schwebsingen est le terme utilisé en français par l'Administration du cadastre et de la topographie (ACT), Schwebsange est son équivalent pour les actes administratifs et juridiques publiés au Mémorial.

## Histoire
Avant le 1er janvier 2012, Schwebsange faisait partie de la commune de Wellenstein qui fut dissoute lors de sa fusion avec la commune de Schengen.